# 乾谷
乾谷（いぬいだに）は、京都府相楽郡精華町の南西部の地名（大字）である。

## 概要
木津川に合流する山田川支流乾谷川流域の山地で、南を山田川が貫流し、土地は凹凸が激しい。
現在は山田川に沿って国道163号が通っているが、かつては「大坂道」と呼ばれる大阪と伊賀を結ぶ街道であった。この街道について、司馬遼太郎が、小説『覇王の家』で、徳川家康が本能寺の変を受けてこの街道を使って伊賀の国に出たと書いている。そのため、地元では「徳川道」とも言われている。この街道におおむね沿って精華町山田・乾谷・柘榴の三集落が発達してきた。
主な遺跡には、大坂道の道標・乾谷大師堂・山田の代官福井家の屋敷などがある。また、乾谷集落西方山上には、戦国時代の山城跡がある。

## 史跡

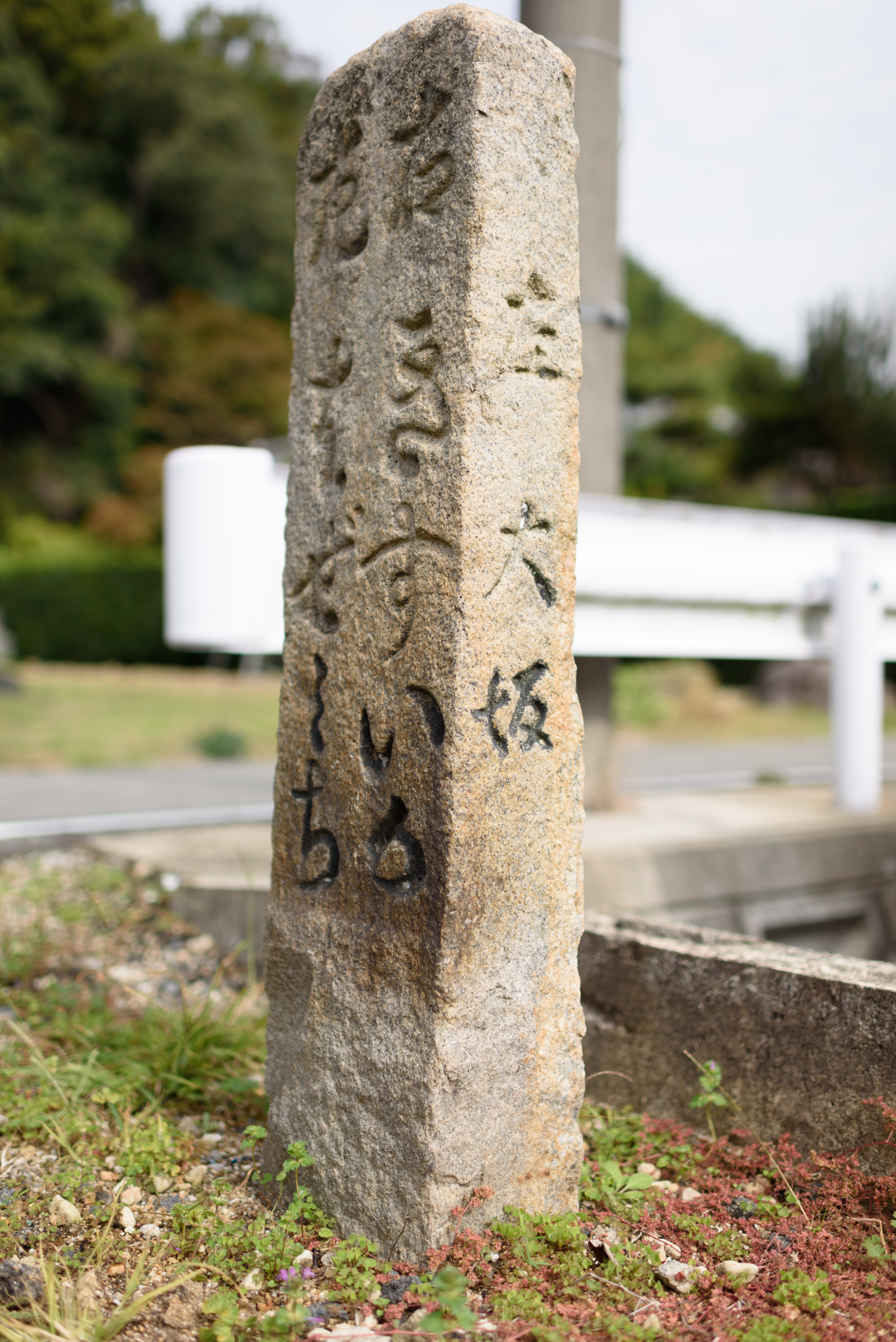
大坂道道標（所在地は精華町山田）

### 山田の代官屋敷 福井家
- 江戸時代、精華町山田には侍身分である旗本の代官（地元の有力者）が領地管理者として活躍していた。
  - 福井家の代官屋敷には、大岡氏の領地であった山田村，祝園村、植田村、相楽村、吐師村の村民からの願書、村絵図が残っている。
  - 福井家は9代にわたって在地代官として務めていた。
- 江戸との手紙でのやり取りを見ると、ほぼ在地代官の願い通りに事が運ばれたことが分かる[7]。

### 江戸時代の道標
- 旧国道163号のそば（山田区消防器具庫西側）にあり、大坂道と呼ばれる街道に立っている。
  - 大坂道には古来より「伊賀街道」「大坂街道」「清滝街道」といった呼称があり、地元では「大坂道」「太閤道」「徳川道」などと呼ばれている。
  - 「徳川道」は、本能寺の変を受けて、徳川家康がこの街道を使い、伊賀国に出たことから名付けられた[8][9][10]。

### 大師堂
弘法大師空海が亡くなったとき、大師の教えを信仰していた村民たちが大師堂を建て、中に 30 cm ぐらいの大師の尊像を祀った。その傍らにある井戸は大師に教わったとおりに掘ると清水が湧き出たといわれている。しかし寛政4年（1792年）、火事により大師堂だけでなく、村の大半も損傷してしまう。再建できないまま長年がたち、大師屋敷の屋敷内に家を建て住む者もいたが、さまざまな災難が降り注いだ。こうしたことから大師の祟りではないかと言う者も現れ、1922年（大正11年）4月21日に現在の姿である大師像が建てられた。

## 世帯数と人口
2015年（平成27年）10月1日現在の世帯数と人口（国勢調査調べ）は以下の通りである。
| 大字 | 世帯数  | 人口  |
| ---- | ------- | ----- |
| 乾谷 | 130世帯 | 358人 |

### 人口の変遷
国勢調査による人口の推移。
| 1995年（平成7年）  | 514人 | [ 13 ] |  |
| 2000年（平成12年） | 502人 | [ 14 ] |  |
| 2005年（平成17年） | 471人 | [ 15 ] |  |
| 2010年（平成22年） | 429人 | [ 16 ] |  |
| 2015年（平成27年） | 358人 | [ 2 ]  |  |

### 世帯数の変遷
国勢調査による世帯数の推移。
| 1995年（平成7年）  | 138世帯 | [ 13 ] |  |
| 2000年（平成12年） | 145世帯 | [ 14 ] |  |
| 2005年（平成17年） | 148世帯 | [ 15 ] |  |
| 2010年（平成22年） | 144世帯 | [ 16 ] |  |
| 2015年（平成27年） | 130世帯 | [ 2 ]  |  |

## 学区
町立小・中学校に通う場合、学区は以下の通りとなる。
| 番・番地等 | 小学校               | 中学校               |
| ---------- | -------------------- | -------------------- |
| 全域       | 精華町立山田荘小学校 | 精華町立精華南中学校 |

## その他

### 日本郵便
- 郵便番号 : 619-0233[3]（集配局：山城木津郵便局[18]）。